# La Neuville-Bosmont
La Neuville-Bosmont är en kommun i departementet Aisne i regionen Hauts-de-France i norra Frankrike. Kommunen ligger  i kantonen Marle som ligger i arrondissementet Laon. År 2022 hade La Neuville-Bosmont 187 invånare.

## Befolkningsutveckling
Antalet invånare i kommunen La Neuville-Bosmont
Referens: INSEE